# عفنة أنبوبية
عفنة أنبوبية (الاسم العلمي:Mucor tubulosus) هي نوع من الفطريات تتبع جنس العفنة من الفصيلة العفنية.